# Big Nate (serie animata)
Big Nate è una serie animata statunitense sviluppata da Mitch Watson e basata sull'omonima serie di fumetti e libri di Lincoln Peirce. La serie segue le avventure di Nate Wright, alunno di prima media. I produttori esecutivi sono Mitch Watson e John Cohen. Il programma è stato presentato in anteprima su Paramount+ il 17 febbraio 2022, per poi essere mandato in onda dalle reti televisive Nickelodeon e Nicktoons. A marzo 2022, la serie è stata rinnovata per una seconda stagione, terminata poi il 26 agosto 2024.
In Italia è stato trasmesso sui canali satellitari da Nickelodeon dal 2023 e sui canali in chiaro da Boing da giugno 2025. L'adattamento e il doppiaggio sono stati affidati allo studio A&F Dubbing.

## Descrizione
Big Nate segue le vicende di Nate Wright, uno studente di prima media vivace e ribelle. Il suo gruppo di amici include Francis, Teddy, Chad e Dee Dee. Nate detesta l'insegnante di educazione civica, la signora Godfrey, che considera la sua nemesi e la chiama "il Godzilla della scuola", tendendo quindi a scontrarsi con lei, con il severo preside Nichols e con l'anziano insegnante di scienze, il signor Galvin. A casa, Nate vive con il padre single Martin e la sorella maggiore Ellen.

## Episodi
| Stagioni         | Episodi | Prima TV originale | Prima TV Italia |
| ---------------- | ------- | ------------------ | --------------- |
| Prima stagione   | 26      | 2022               | 2023            |
| Seconda stagione | 26      | 2023-2024          | 2023-2024       |
| Corti            | 9       | 2022               | –               |

## Distribuzione
Il programma è stato presentato in anteprima su Paramount+ il 17 febbraio 2022. A marzo 2022, la serie è stata rinnovata per una seconda stagione, che ha debuttato in patria su Nickelodeon il 7 luglio 2023.
Il 28 marzo 2024, la serie è stata rimossa da Paramount+ come parte di una "decisione strategica di concentrarsi su contenuti con un appeal globale di massa". La produzione della serie è terminata il 25 luglio 2024.
Nonostante la rimozione da Paramount+, la maggior parte degli episodi della serie sono ancora disponibili per l'acquisto su varie piattaforme digitali.
La serie va in onda in Italia su Nickelodeon e su Boing.